# Cryptochironomus incisus
Cryptochironomus incisus är en tvåvingeart som först beskrevs av Kruseman 1949.  Cryptochironomus incisus ingår i släktet Cryptochironomus och familjen fjädermyggor.
Artens utbredningsområde är Egypten. Inga underarter finns listade i Catalogue of Life.